# Lijst van beschermd erfgoed in Bevekom
Onderstaande tabel geeft een overzicht van de beschermde erfgoederen in de Waalse gemeente Bevekom. Het beschermd erfgoed maakt onderdeel uit van het cultureel erfgoed in België.
| Object | Bouwjaar/architect | Deelgemeente | Adres | Coördinaten                   | Nummer?                | Afbeelding |
| --- | ------------------ | ------------ | ----- | ----------------------------- | ---------------------- | --- |
| Kerk Saint-Martin |                    | Deurne       |       | 50° 46' 42" NB, 4° 44' 49" OL | 25005-CLT-0001-01 Info | Kerk Saint-Martin |
| Deel van Meerdaalbos |                    |              |       | 50° 47' 37" NB, 4° 40' 52" OL | 25005-CLT-0002-01 Info | |
| Boerderij Wahenges: de gevels en daken van alle gebouwen van de boerderij Wahenges en de bestrating van de binnenplaats, de structuur van de schuur, de structuur en het kader van de presentatie, de gewelven en de structuur van het hoofdgebouw, de kerk en zijn altaar gehecht aan het huis en het behang op de muren van de tweede kamer aan de rechterkant van de ingang van het hoofdgebouw |                    | Sluizen      |       | 50° 45' 55" NB, 4° 48' 33" OL | 25005-CLT-0003-01 Info | Boerderij Wahenges: de gevels en daken van alle gebouwen van de boerderij Wahenges en de bestrating van de binnenplaats, de structuur van de schuur, de structuur en het kader van de presentatie, de gewelven en de structuur van het hoofdgebouw, de kerk en zijn altaar gehecht aan het huis en het behang op de muren van de tweede kamer aan de rechterkant van de ingang van het hoofdgebouw |
| Kapel du Rond Chêne en gebied daar omheen |                    | Deurne       |       | 50° 47' 54" NB, 4° 45' 5" OL  | 25005-CLT-0004-01 Info | Kapel du Rond Chêne en gebied daar omheen |
| Bois de Nicaise |                    | Hamme-Mille  |       | 50° 46' 56" NB, 4° 42' 10" OL | 25005-CLT-0005-01 Info | |
| Kapel Sainte-Corneille, portaal uit 1842 en omgeving |                    | Hamme-Mille  |       | 50° 47' 19" NB, 4° 44' 15" OL | 25005-CLT-0006-01 Info | |
| Kerk Saint-Martin |                    |              |       | 50° 46' 42" NB, 4° 44' 49" OL | 25005-PEX-0001-01 Info | Kerk Saint-Martin |
| Boerderij Wahenges: de gevels en daken van alle gebouwen van de boerderij Wahenges en de bestrating van de binnenplaats, de structuur van de schuur, de structuur en het kader van de presentatie, de gewelven en de structuur van het hoofdgebouw, de kerk en zijn altaar gehecht aan het huis en het behang op de muren van de tweede kamer aan de rechterkant van de ingang van het hoofdgebouw en het ensemble gevormd door de Wahenges boerderij, vijver en kreek Broekbeek Schoor, de verharde paden die leiden naar de boerderij, de lijn van populieren, de Leckbosch met de locatie van de twee graven en de Gallo-Romeinse villa, weiden en bossen |                    | Sluizen      |       | 50° 45' 23" NB, 4° 48' 5" OL  | 25005-PEX-0002-01 Info | Boerderij Wahenges: de gevels en daken van alle gebouwen van de boerderij Wahenges en de bestrating van de binnenplaats, de structuur van de schuur, de structuur en het kader van de presentatie, de gewelven en de structuur van het hoofdgebouw, de kerk en zijn altaar gehecht aan het huis en het behang op de muren van de tweede kamer aan de rechterkant van de ingang van het hoofdgebouw en het ensemble gevormd door de Wahenges boerderij, vijver en kreek Broekbeek Schoor, de verharde paden die leiden naar de boerderij, de lijn van populieren, de Leckbosch met de locatie van de twee graven en de Gallo-Romeinse villa, weiden en bossen |